# Dératisation
La dératisation (ou lutte contre les rats) est d'empêcher l'apparition de rats vivant en liberté à proximité des établissements humains, ou au moins de les maintenir petits afin de réduire le risque d'épidémie, la destruction de la nourriture et les dommages et la pollution par les animaux.

## Méthodes

### Prévention
(septembre 2024).
Les rats se reproduisent rapidement lorsqu'ils ont un accès facile à la nourriture. Par conséquent, les déchets organiques et surtout les restes de nourriture doivent être retirés de la cuisine de manière que les rats ne puissent pas y accéder. L'élimination avec les eaux usées via les toilettes n'est généralement pas recommandée, car le système d'égouts est principalement peuplé de rats.
Les poubelles organiques fournies par la municipalité sont généralement à l'épreuve des rats et conviennent pour l'élimination des restes de nourriture et des déchets de cuisine. Les déchets végétaux crus de la cuisine ou du jardin peuvent également être compostés. Un compost correctement disposé ne permet pas aux rats de se multiplier. D'autre part, les magasins de matériaux et les hangars qui ne sont pas verrouillés de manière à l'épreuve des rats offrent un bon abri. Les points d'alimentation pour les animaux domestiques et les oiseaux sont également populaires. L'alimentation des oiseaux en hiver doit être effectuée dans un endroit surélevé où les rats ne peuvent pas grimper. Les gamelles pour animaux de compagnie et les gamelles accessibles aux rats doivent être nettoyées après le repas. Les aliments pour animaux doivent être maintenus bien fermés.

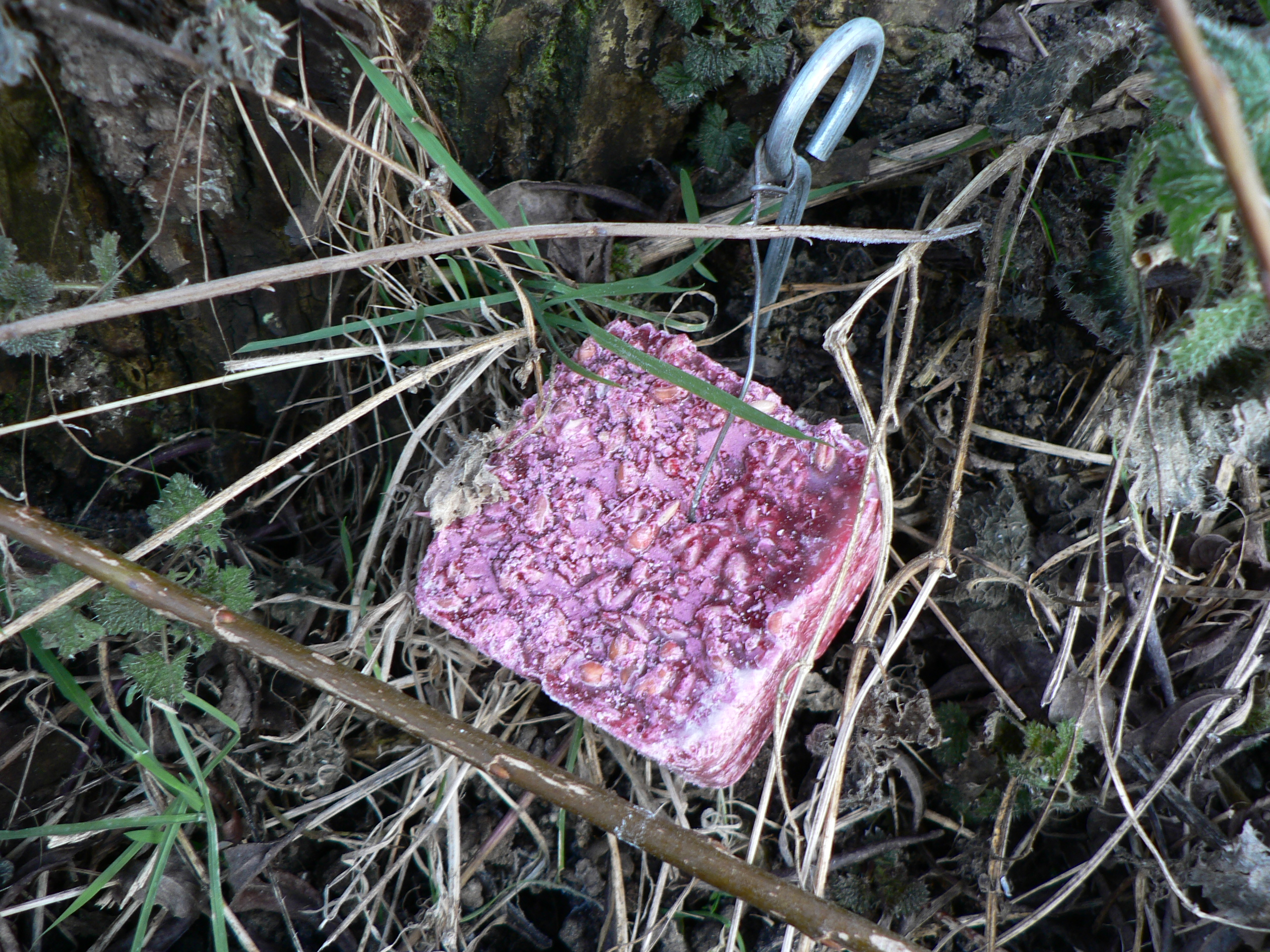
Appât de poison pour rats.

### Empoisonnement
Tuer les rats avec des appâts empoisonnés est de loin la méthode de contrôle des rats la plus courante dans les pays industrialisés. Avec leur aide, la population de rats dans les villes et les villages pourrait être réduite à un point tel qu'ils ne causent pas de gros dégâts. Les raticides utilisés dans les appâts sont généralement nocifs pour la santé humaine, et moins souvent ils sont toxiques. Par conséquent, un soin particulier est requis dans leur application et leur manipulation. Les agents chimiques utilisés pour lutter contre les rongeurs sont également appelés rodenticides.

### Fumigation
Dans les bâtiments fermés, il peut être judicieux d'empoisonner les rats avec un gaz toxique pour eux. L'avantage de cette méthode est que tous les rongeurs du bâtiment sont tués avec un degré de certitude élevé. Cette méthode de dératisation est notamment utilisée dans les bâtiments de stockage d'aliments, tels que les silos à grains.

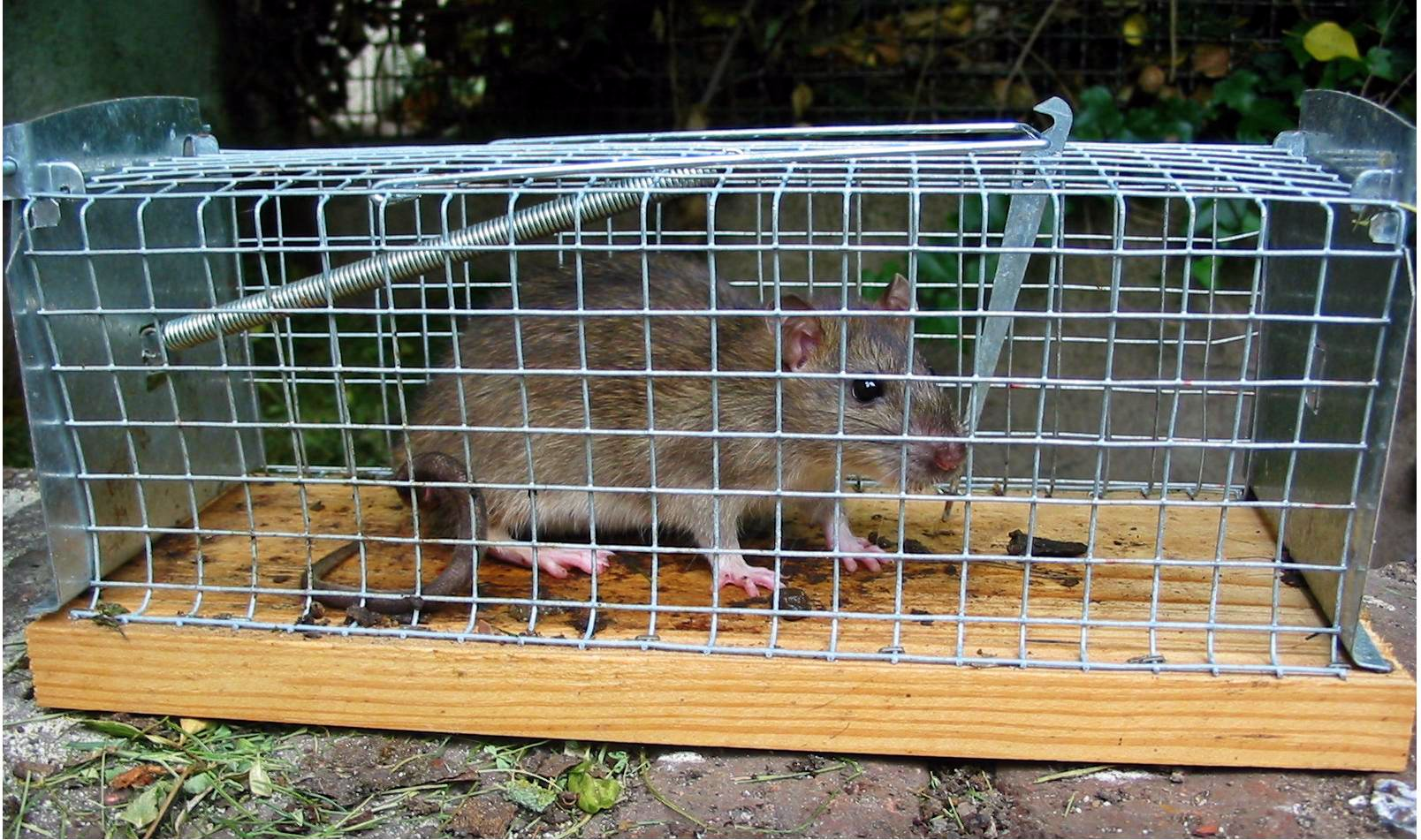
Un piège à cage avec un rat piégé

### Piège à cage

#### Capture
Les pièges à cage sont parfaits pour attraper des rats individuellement. Selon la conception du piège, il est parfois possible que de gros rats glissent hors du piège contre la tension du ressort si leur tête heurte les parois latérales en panique. Le rabat à ressort doit donc être fixé avec un fil jusqu'à ce que le rat capturé puisse être relâché dans un champ ou dans une forêt.
Contrairement aux souris, un rat qui s'est échappé du piège n'y entrera généralement pas une seconde fois. Les rats évitent aussi généralement les pièges s'ils peuvent voir qu'un autre rat a déjà été pris dedans.
Si les rats évitent un piège, il peut être utile de changer l'appât et de placer le piège juste à côté d'une passerelle pour rats. Maintenir une propreté rigoureuse
Un environnement propre réduit considérablement l'attrait des nuisibles en éliminant les sources de nourriture et d'eau.(source) https://www.antinuiz3d.fr/

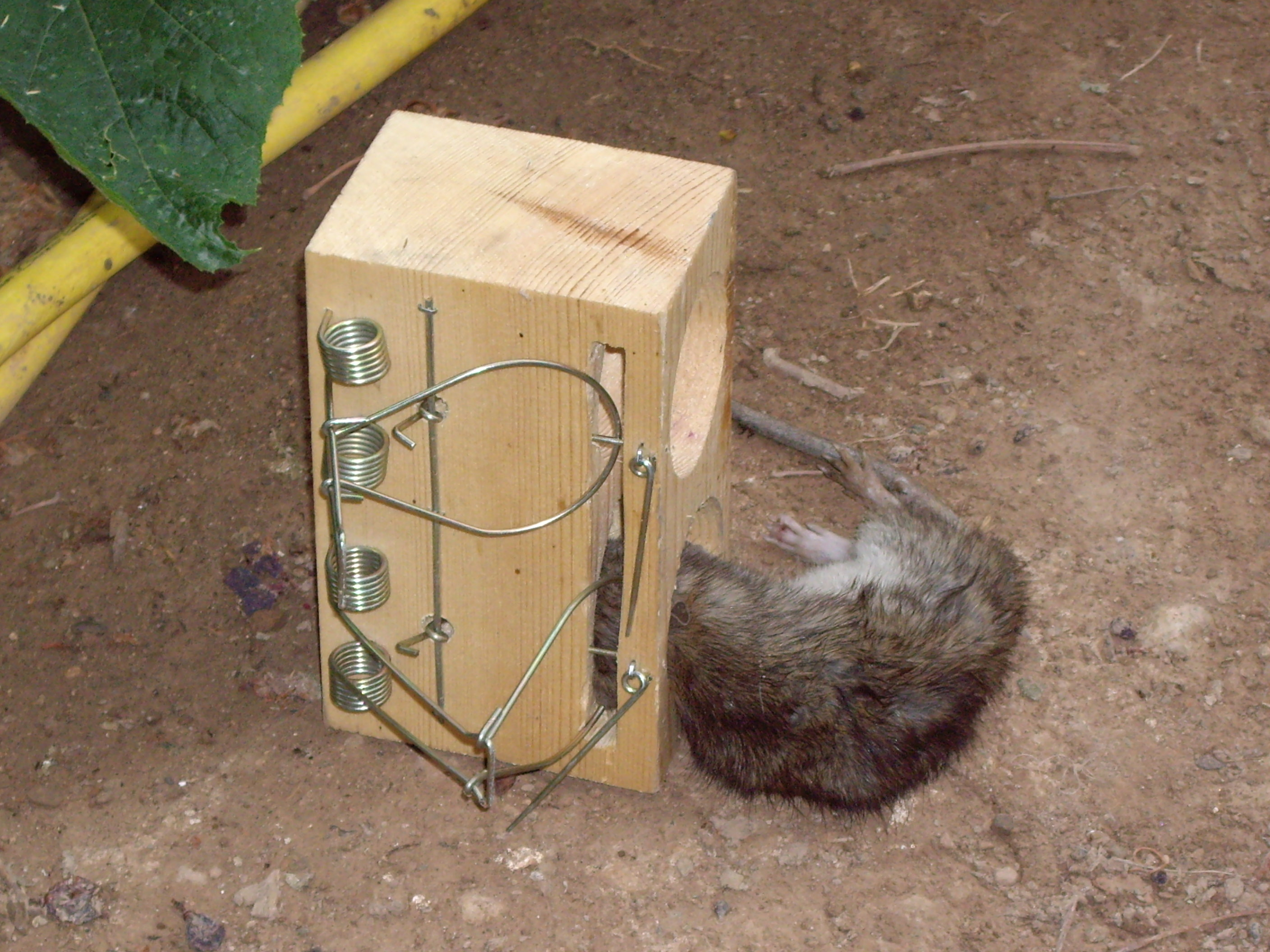
Rat mort dans un piège.

#### Pièges à rats mécaniques
Les pièges à rats mécaniques attirent le rat dans un mécanisme de pliage. Le rat libère une gâchette par contact corporel et le piège tue le rat. Ces pièges ne peuvent tuer qu'un seul rat par activation.

#### Piège à boulons
Un piège à boulons fonctionne de telle manière que le rat enfonce sa tête dans l'appareil (attiré par un appât) et qu'un boulon frappe sa tête à grande vitesse et avec force, entraînant la mort immédiate du rat. Ces pièges peuvent tuer plusieurs rats d'affilée.

#### Choc électrique
Les rats sont attirés dans un dispositif où ils sont soumis à un choc électrique déclenché par une barrière lumineuse,.

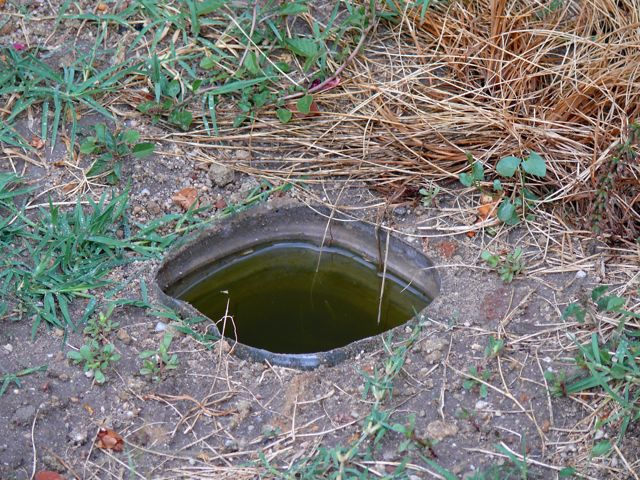
Cascades.

### Noyade
En milieu rural notamment, il n'est pas rare de noyer des rats (et aussi des souris). À cette fin, les rats sont généralement attirés dans un piège à charnière, qui a été muni d'un appât et peut avoir été construit en interne, sous lequel se trouve un seau rempli d'eau. Lorsque le rat grimpe sur l'appareil et s'approche de l'appât, le piège se retourne, l'animal tombe dans l'eau et se noie. La noyade n'est pas compatible avec la loi de plusieurs pays — notamment allemande — sur la protection des animaux, car elle s'étend sur une plus longue période et cause des souffrances inutiles aux animaux.

### Colle à rat
La fumigation ou le poison ne sont pas une solution sur les navires, car le rat se cache dans un endroit inaccessible après ingestion, où il périt et pourrit. Une solution est un adhésif qui reste élastique et qui est réparti concentriquement autour d'un appât à partir du tube sur un morceau de carton ou une planche. Le rat entre dans cette colle sur le chemin de l'appât. Cependant, il ne colle pas, mais est maintenu en place de manière élastique (comme sur un chewing-gum). Ceci est inconfortable pour le rat et il se jette sur le côté pour se libérer. En conséquence, cependant, il se dépose dans l'adhésif sur une grande surface avec sa fourrure et ne peut plus s'échapper. Étant donné que la mort est douloureuse pour l'animal, son utilisation viole la loi sur la protection des animaux dans certains pays (dont l'Allemagne).

### Combat naturel
L'une des plus anciennes méthodes de contrôle des rats consiste à garder des prédateurs naturels tels que le chat domestique. Ceux-ci n'étaient pas seulement utilisés sur la terre ferme, mais aussi sur des navires en tant que chats de navire.
En Europe centrale, avant l'introduction des chats, les furets se chargeaient de lutter contre les animaux parasites. Ce n'est qu'à partir de l'Empire romain que le chat s'est lentement propagé (Ier au IIIe siècle). 
Cependant, comme pour toutes les méthodes naturelles de lutte antiparasitaire, tous les rats ne sont pas détruits.